# Dekanat orszański
Dekanat orszański – jeden z 11 dekanatów diecezji witebskiej na Białorusi. W jego skład wchodzą 4 parafie. 

## Historia
W 1744 roku dekanat leżał w diecezji wileńskiej. W skład dekanatu wchodziło 17 parafii i 3 filie:
- parafia św. Józefa Oblubieńca w Orszy,

- filia parafii orszańskiej w Faszczówce (ob. parafia Nawiedzenia Najświętszej Maryi Panny w dekanacie mohylewskim archidiecezji mińsko-mohylewskiej),
- parafia w Hory-Horkach, (ob. w dekanacie mohylewskim archidiecezji mińsko-mohylewskiej),
- parafia w Mścisławiu, (ob. w dekanacie mohylewskim archidiecezji mińsko-mohylewskiej),
- filie parafii mścisławskiej w Mazykach i Packowie,
- parafia w Czausach, (ob. w dekanacie mohylewskim archidiecezji mińsko-mohylewskiej),
- parafia w Szkłowie, (ob. w dekanacie mohylewskim archidiecezji mińsko-mohylewskiej),
- parafia w Mohylewie, (ob. w dekanacie mohylewskim archidiecezji mińsko-mohylewskiej),
- parafia w Bychowie, (ob. w dekanacie mohylewskim archidiecezji mińsko-mohylewskiej),
- parafia Matki Bożej Szkaplerznej w Białyniczach, (ob. w dekanacie mohylewskim archidiecezji mińsko-mohylwskiej),
- parafia Trójcy Świętej w Starosielach,
- parafia w Tołoczynie,
- parafia św. Mikołaja w Kniażycach (nie istnieje),
- parafia Najświętszego Imienia Maryi w Obolcach,
- parafia w Smolanach (nie istnieje),
- parafia św. Jerzego w Dąbrownej,
- parafia w Kadzyniu,
- parafia w Worockowie,
- parafia w Malatyczach (nie istnieje).

W 1910 roku dekanat leżał w archidiecezji mohylewskiej. W skład dekanatu wchodziło 7 parafii:
- parafia w Orszy,
- parafia w Dubrównej (Dąbrownej),
- parafia w Obolcach (Plebaniu) (nie istnieje),
- parafia w Smolanach (nie istnieje),
- parafia w Starosielach,
- parafia w Tołoczynie,

oraz
- parafia Trójcy Świętej w Babinowiczach (nie istnieje).

## Lista parafii
| Lp. | Miejscowość / parafia                                      | Proboszcz / administrator                  | Kościół                                                      | Zdjęcie |
| --- | ---------------------------------------------------------- | ------------------------------------------ | ------------------------------------------------------------ | ------- |
| 1   | Dąbrowna Parafia Matki Bożej Fatimskiej                    | ks. Włodzimierz Szymkowicz (administrator) | Kościół Matki Bożej Fatimskiej w Dąbrownej                   |         |
| 2   | Orsza Parafia św. Józefa                                   | ks. Aleksander Żarnasiek MIC               | Kościół św. Józefa w Orszy                                   |         |
| 3   | Orsza Parafia Niepokalanego Serca Najświętszej Maryi Panny | ks. Włodzimierz Szymkowicz                 | Kościół Niepokalanego Serca Najświętszej Maryi Panny w Orszy |         |
| 4   | Tołoczyn Parafia św. Antoniego z Padwy                     | ks. Witalij Jankiewicz SAC                 | Kościół św. Antoniego z Padwy w Tołoczynie                   |         |